# Nordamerikanische Meisterschaften im Biathlon 2011
Die Nordamerikanische Meisterschaften im Biathlon 2011 wurden vom 1. bis 3. April des Jahres im Whistler Olympic Park im kanadischen Whistler ausgetragen.
Aufgrund des späten Termins in der Saison nahmen fast nur Nachwuchssportler an den kontinentalen Titelkämpfen teil. Bei den Frauen gab es nur eine Teilnehmerin. Anders als bei Welt- oder Europameisterschaften gab es neben den Seniorenrennen vier Jugend- und Juniorenklassen sowie eine Altersklasse (Master).

## Männer

### Sprint 10 km
| Platz | Sportler         | Schieß- fehler | Zeit     |
| ----- | ---------------- | -------------- | -------- |
| 1     | Matt Neumann     | 1-2            | 30:15:2  |
| 2     | Beau Thompson    | 1-1            | +36.5    |
| 3     | Aaron Neumann    | 0-0            | +2.20.9  |
| 4     | Karl Granroth    | 1-4            | +4.09.5  |
| 5     | Chris Halldorson | 0-1            | +4.24.5  |
| 6     | Sean Kato        | 1-4            | +6.08.4  |
| 7     | Konrad Thiel     | 4-2            | +7.37.1  |
| 8     | Chris Fletcher   | 2-2            | +7.50.1  |
| 9     | David Tuss       | 2-2            | +12.58.3 |
| 10    | Jim Slyfield     | 2-1            | +20.40.3 |
| dns   | David Shaw       |                |          |
| dns   | Erik Luk         |                |          |
| dns   | Vincent Lavalee  |                |          |

Datum: Freitag, 1. April 2011, 10.00 Uhr

Am Start waren zehn von 13 gemeldeten Läufern aus den USA und aus Kanada. Das Juniorenrennen gewann der US-Amerikaner Casey Smith vor dem Kanadier Antoine St-Louis.

### Verfolgung 12,5 km
| Platz | Sportler         | Schieß- fehler | Zeit     |
| ----- | ---------------- | -------------- | -------- |
| 1     | Matt Neumann     | 0-2-1-2        | 40:14.9  |
| 2     | Beau Thompson    | 1-1-1-3        | +1:44.4  |
| 3     | Aaron Neumann    | 0-1-4-1        | +3:49.8  |
| 4     | Karl Granroth    | 0-1-4-2        | +4:55.4  |
| 5     | Chris Halldorson | 2-1-2-0        | +5:23.5  |
| 6     | Konrad Thiel     | 0-4-3-0        | +7:31.0  |
| 7     | Sean Kato        | 3-0-3-2        | +7:34.0  |
| 8     | Chris Fletcher   | 2-1-2-2        | +9:42.4  |
| 9     | David Tuss       | 0-1-2-1        | +16:31.1 |
| 10    | Jim Slyfield     | 3-0-3-3        | +29:10.6 |
| dnf   | Erik Luk         | 2-3-           |          |
| dns   | Vincent Lavalee  |                |          |

Datum: Sonnabend, 2. April 2011, 10.00 Uhr

Am Start waren elf der zwölf gemeldeten Biathleten aus den USA und aus Kanada. Das Juniorenrennen gewann der US-Amerikaner Casey Smith vor dem Kanadier Antoine St-Louis.

### Massenstart 15 km
| Platz | Sportler         | Schieß- fehler | Zeit |
| ----- | ---------------- | -------------- | ---- |
| 1     | Beau Thompson    |                |      |
| 2     | Matt Neumann     |                |      |
| 3     | Aaron Neumann    |                |      |
| 4     | Karl Granroth    |                |      |
| 5     | Chris Halldorson |                |      |
| 6     | Sean Kato        |                |      |
| 7     | Chris Fletcher   |                |      |
| 8     | Konrad Thiel     |                |      |
| 9     | Jim Slyfield     |                |      |
| dsq   | Erik Luk         |                |      |
| dns   | David Shaw       |                |      |

Datum: Sonntag, 3. April 2011, 10.00 Uhr

Am Start waren zehn der elf gemeldeten Biathleten aus den USA und aus Kanada. Erik Luk wurde nach IBU-Regel 5.6.i. disqualifiziert. Das Juniorenrennen gewann der US-Amerikaner Casey Smith vor dem Kanadier Antoine St-Louis.

## Frauen
Es war nur eine Frau am Start. Die US-Amerikanerin Jacquelyn Thiel gewann somit sowohl den Sprint (1-4/46:19:4 min) als auch die Verfolgung (4-2-5-4/1:14:06.6 min). Im Massenstart trat sie nicht an. Juniorinnen waren nicht am Start.

## Belege
1. ↑  Sprintresultate (Memento vom 13. Februar 2014 im Internet Archive) (PDF; 166 kB)
2. ↑  Verfolgungsrennen (Memento vom 13. Februar 2014 im Internet Archive) (PDF; 135 kB)
3. ↑  Resultate Massenstart (Memento vom 13. Februar 2014 im Internet Archive) (PDF; 136 kB)